# 浦本漁港
浦本漁港（うらもとぎょこう）とは、新潟県糸魚川市（上越地方）大字中浜にある第2種漁港である。漁港管理者は新潟県で、関係漁協は上越漁協浦本連絡所。

## 概要
漁業種類別陸揚量は底引網が91％を占めている。主に獲れる水産物はヒラメが一番多く、次いでカレイ類、アンコウ、メバル類、タコ類が続いている（いずれも2019年度）。
漁港建設の際、日本海側初の捨てブロック工が導入され、1,152個のブロックが港内に投入され、防波堤が建設された。

## 沿革
- 1952年（昭和27年）1月12日 - 第1種漁港に指定される[3]。
- 1957年（昭和32年）12月5日 - 第1、第2防波堤災害復旧工事完工式[4]。
- 1960年（昭和35年）8月18日 - 第3防波堤完成[5]。
- 1961年（昭和34年）5月4日 - 第2種漁港へ昇格される[6]。
- 1976年（昭和51年）4月26日 - 荷捌き所、漁協事務所の完成式[7]。